# 10. Goya-gála
A 10. Goya-gála során az 1995-ben bemutatott spanyol filmeket értékelték. A jelölteket az Academy of Cinematographic Arts and Sciences of Spain választotta ki. A madridi Palacio Municipal de Congresosban tartott ceremóniát az Televisión Española közvetítette 1996. január 27-én. A műsor házigazdái Verónica Forqué és Javier Gurruchaga voltak. A gála során Federico Gutiérrez-Larraya kapta meg a tiszteletbeli Goya-díjat.

## Győztesek és jelöltek
A nyertesek félkövérrel jelölve.

### Fő díjak
| Legjobb film | Legjobb rendező |
| --- | --- |
| - Senki sem fog beszélni rólunk, ha meghalunk - A Fenevad napja - Szájból szájba | - Álex de la Iglesia — A Fenevad napja - Pedro Almodóvar — Titkom virága - Manuel Gómez Pereira — Szájból szájba                            |
| Legjobb férfi főszereplő | Legjobb női főszereplő |
| - Javier Bardem — Szájból szájba - Álex Angulo — A Fenevad napja - Federico Luppi — Senki sem fog beszélni rólunk, ha meghalunk | - Victoria Abril — Senki sem fog beszélni rólunk, ha meghalunk - Ariadna Gil — Antarktisz - Marisa Paredes — Titkom virága                  |
| Legjobb férfi mellékszereplő | Legjobb női mellékszereplő |
| - Luis Ciges — Así en el cielo como en la tierra - Fernando Guillén Cuervo — Szájból szájba - Federico Luppi — A határ törvénye | - Pilar Bardem — Senki sem fog beszélni rólunk, ha meghalunk - Chus Lampreave — Titkom virága - Rossy de Palma — Titkom virága              |
| Legjobb eredeti forgatókönyv | Legjobb adaptált forgatókönyv |
| - Senki sem fog beszélni rólunk, ha meghalunk — Agustín Díaz Yanes - A Fenevad napja — Jorge Guerricaechevarría, Álex de la Iglesia, Manuel Gómez Pereira - Szájból szájba — Juan Luis Iborra, Joaquín Oristrell, Manuel Gómez Pereira, Naomi Wise | - Historias del Kronen — Montxo Armendáriz, José Ángel Mañas - A sánta galamb — Jaime de Armiñán - El perquè de tot plegat — Ventura Pons   |
| Legjobb új színész | Legjobb új színésznő |
| - Santiago Segura — A Fenevad napja - Juan Diego Botto — Historias del Kronen - Carlos Fuentes — Antarktisz | - Rosana Pastor — Föld és szabadság - Amara Carmona — Alma gitana - María Pujalte — Entre rojas                                             |
| Legjobb iberoamerikai film | Legjobb európai film |
| - Csodák utcája — Mexikó - El elefante y la bicicleta — Kuba - Sicario — Venezuela | - Lamerica — Olaszország - A festőnő szerelmei — Franciaország/Egyesült Királyság - György király — Egyesült Királyság                      |
| Legjobb új rendező | Legjobb eredeti filmzene |
| - Agustín Díaz Yanes — Senki sem fog beszélni rólunk, ha meghalunk - Icíar Bollaín — Szia! Egyedül vagy? - Manuel Huerga — Antarktisz | - Senki sem fog beszélni rólunk, ha meghalunk — Bernardo Bonezzi - A Fenevad napja — Battista Lena - El perquè de tot plegat — Carles Cases |

### Egyéb díjak
| Legjobb operatőr | Legjobb vágás |
| --- | --- |
| - Antarktisz — Javier Aguirresarobe - A Fenevad napja — Flavio Martínez Labiano - Flamenco — Vittorio Storaro | - Senki sem fog beszélni rólunk, ha meghalunk — José Salcedo - A Fenevad napja — Teresa Font - Szájból szájba — Guillermo Represa |
| Legjobb látványtervezés | Legjobb gyártásvezető |
| - A Fenevad napja — José Luis Arrizabalaga, Biaffra - Titkom virága — Wolfgang Burmann - La leyenda de Balthasar el castrado — Javier Fernández Gutiérrez                                                              | - Senki sem fog beszélni rólunk, ha meghalunk — José Luis Escolar - A Fenevad napja — Carmen Martínez - Szájból szájba — Joseán Gómez |
| Legjobb hang | Legjobb vizuális effektusok |
| - A Fenevad napja — Miguel Rejas, Gilles Ortion, José Antonio Bermúdez, Carlos Garrido, Ray Gillon - Titkom virága — Bernardo Menz, Graham V. Hartstone - Szájból szájba — Carlos Faruolo, James Muñoz, Brian Saunders | - A Fenevad napja — Reyes Abades, Juan Tominic, Manuel Horrillo - Elveszett gyermekek városa — Yves Domenjoud, Jean-Baptiste Bonetto, Olivier Gleyze, Jean-Christophe Spadaccini - El niño invisible — Juan Ramón Molina, Juan Tominic, Manuel Horrillo |
| Legjobb jelmeztervezés | Legjobb smink |
| - La leyenda de Balthasar el castrado — Pablo Gago - A Fenevad napja — Estíbaliz Markiegi - A határ törvénye — María José Iglesias                                                                                     | - A Fenevad napja — José Quetglás, José Antonio Sánchez, Mercedes Guillot - Senki sem fog beszélni rólunk, ha meghalunk — Ana Lozano, Carlos Paradela, Jesús Moncusi - Titkom virága — Juan Pedro Hernández, Antonio Panizza                            |
| Legjobb rövidfilm | Legjobb animációs rövidfilm |
| - La madre - Escrito en la piel - Hábitos - Sólo amor | - Caracol, col, col - Las partes de mí que te aman son seres vacíos |

## Fordítás
- Ez a szócikk részben vagy egészben  a(z)   10th Goya Awards című angol Wikipédia-szócikk fordításán alapul.  Az eredeti cikk szerkesztőit annak laptörténete sorolja fel. Ez a jelzés csupán a megfogalmazás eredetét és a szerzői jogokat jelzi, nem szolgál a cikkben szereplő információk forrásmegjelöléseként.